# Вілл Дюрант
Вільям Джеймс Дюрант, також Вільям Джеймс Дюран (англ. William James Durant; 5 листопада 1885 — 7 листопада 1981) — американський письменник, історик і філософ. Відомий насамперед як автор 11-томної « Історії цивілізації», яку він написав спільно зі своєю дружиною Аріель Дюрант, і яка була опублікована між 1935 і 1975 роками. Раніше був відомий своєю « Історією філософії», написаною 1926 р.; за словами Роджера Вілла, це була «новаторська праця, яка сприяла популяризації філософії».
Вільям та Аріель Дюрант були нагороджені Пулітцерівською премією за нехудожню літературу 1968 року, та Президентською медаллю свободи в 1977 році.

## Біографія

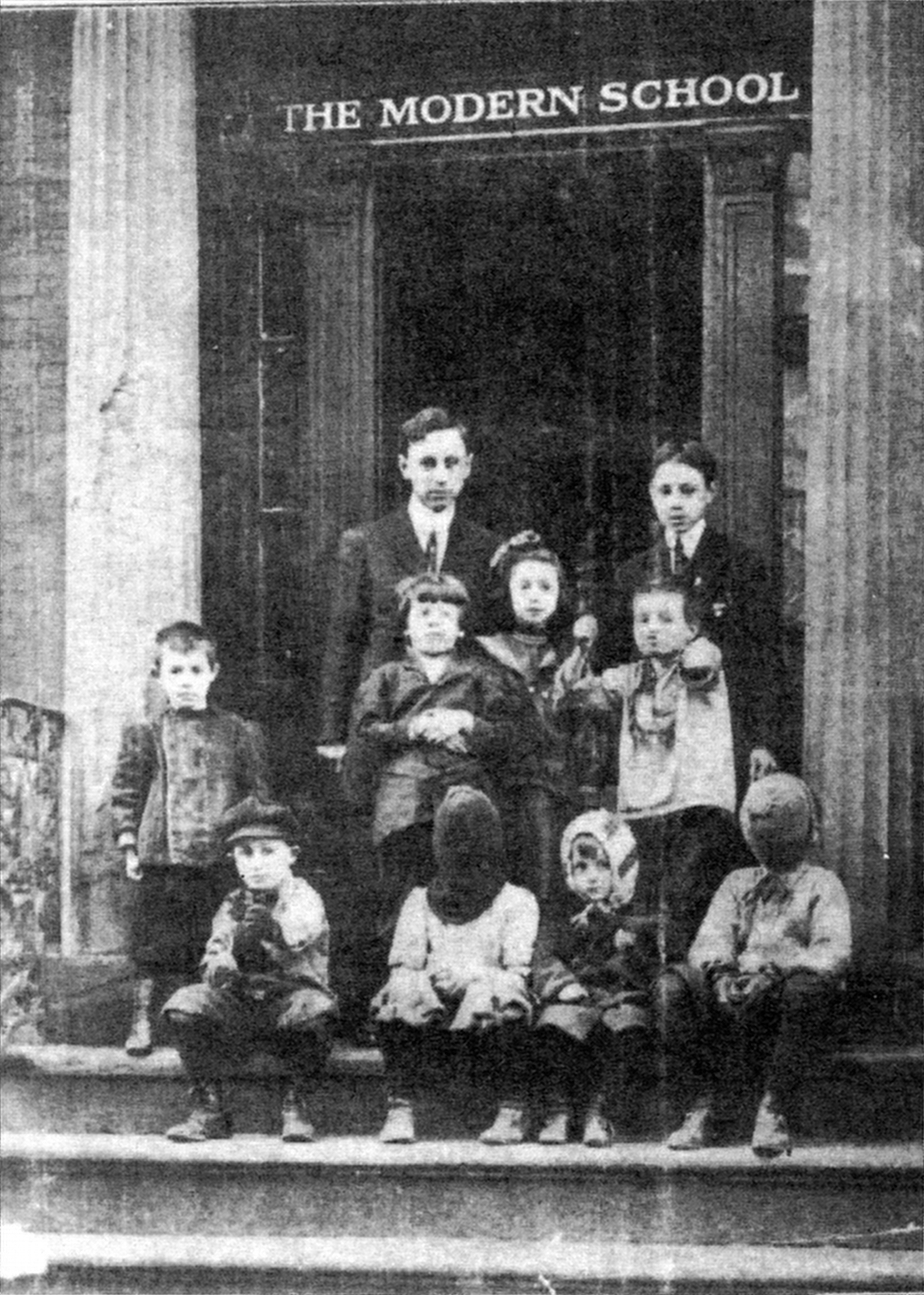
«Сучасна школа» в Нью-Йорку, в який з 1911 року викладав Вілл Дюрант

Вільям (Вілл) Джеймс Дюрант народився в Норт-Адамсі, Массачусетс. Його батьки, Жозеф Дюран та Марі Олар були франко-канадського походження й належали до так званої Квебецької еміграції. Батьки готували його для духовної кар'єри.
Вільям здобув початкову освіту в парафіяльній католицькій школі. 1900 року вступив до Школи св. Петра в Джерсі-Сіті (St. Peter's Preparatory School), пізніше — до Коледжа св. Петра (Saint Peter's College) у Джерсі-Сіті. Це був католицький навчальний заклад, керований орденом Єзуїтів.
1903 року в публічній бібліотеці Джерсі-Сіті, він відкрив собі праці Ч. Дарвіна, Т. Гакслі, Р. Спенсера та Ернста Геккеля. Тож у віці 18 років Дюрант почав приходити до думки, що не може з чистим сумлінням прийняти обітницю священика.
1905 року почалося його захоплення соціалістичною філософією. Він закінчив коледж у 1907 році та короткий час працював репортером у New York Evening Journal. З осені 1907 року почав викладати латину, французьку та англійську мови та геометрію в католицькому коледжі Сетон Голл (Seton Hall College) у Соут-Оранж (South Orange), Нью-Джерсі. Водночас він був бібліотекарем коледжу. 1909 року він вступив до духовної семінарії, яка була частиною коледжу, сподіваючись поєднувати соціалізм з духовною кар'єрою, але покинув семінарію в 1911 р. і переїхав до Нью-Йорка з 40 доларами в кишені та чотирма книгами. Це викликало багаторічний розрив із батьками.
1911 року він став викладачем-директором Сучасної школи Феррера (Modern School). Цей навчальний заклад був анархістсько-лібертаріанським експериментом у галузі освіти. Головний спонсор школи Алден Фрімен подарував йому літню подорож до Європи для «розширення обріїв». Після повернення до Америки Дюрант закохався в одну зі своїх учениць — Гаю (Іду) Кауфман (пізніше вона почала використовувати ім'я Аріель). Щоб одружитися з нею, в 1913 р. Дюрант звільнився зі своєї посади й утримував родину читанням лекцій, отримуючи 5 — 10 доларів за виступ. Водночас він відвідував Колумбійський університет, готуючись до магістерського ступеня. За навчання платив Алден Фрімен. В університеті його вчителями були визначні науковці: з біології — Т. В. Морган (Thomas Hunt Morgan), з антропології — Дж. Мак-Грегор (JH McGregor), з психології — Р. Вудворт (Robert S. Woodworth) та А. Поффенбергер (Albert Th. Poffenberger), з філософії — Ф. Вудбрідж (Frederick James Eugene Woodbridge) та Джон Дьюї.
1917 року відповідно до вимоги до претендентів ступеня доктора філософії (Ph. D.), Дюрант опублікував свою першу книгу «Філософія та суспільні проблеми» (Philosophy and the Social Problem). Книга присвячена Алден Фрімен. Дюрант здобув докторський ступінь у 1917 р. і почав викладати в Колумбійському університеті, але Перша світова війна внесла сум'яття у викладання, і Дюрант був звільнений.
Він почав читати лекції з історії, філософії, музики та наукових дисциплін у Храмі Праці, колишньому приміщенні пресвітеріанської церкви на розі 14-ї Стріт та 2-ї Авеню в Нью-Йорку. Лекції підготували його до пізнішого написання «Історії про філософію» (Story of Philosophy) та «Історії про цивілізацію» (Story of Civilization). Його аудиторією були дорослі, які вимагали ясного викладу та бажали зрозуміти зв'язок історії з сучасністю. У 1921 р. Дюран організував Школу Храму Праці для дорослих.
Подружжя Дюрант мали дочку Етель. Вони також усиновили хлопчика.
Вілл Дюрант помер 7 листопада 1981 року, невдовзі після смерті своєї дружини. Подружжя поховане на меморіальному цвинтарі Вествуд в Лос-Анджелесі, Каліфорнія.

### Історія філософії
Емануїл Голдеман-Джуліус (E. Haldeman-Julius), видавець популярної просвітницької серії «Блакитні книжки», відвідавши лекцію Дюрана про Платона, запропонував йому написати текст цієї лекції у формі, що підходить для серії «Блакитні книжки». Після цієї брошури з'явилася книжка про Аристотель і ще дев'ять в цьому ж роді: Френсіс Бекон, Спіноза, Вольтер і французьке просвітництво, Іммануїл Кант і німецький ідеалізм, Шопенгауер, Герберт Спенсер, Фрідріх Ніцше, сучасні європейські філософи — Анрі Бергсон, Бенедетто Кроче, Бертран Рассел, сучасні американські філософи — Джордж Сантаяна, Вільям Джеймс, Джон Дьюї. Ці 11 брошур стали книгою «Історія про філософію». Назва книги — Story of Philosophy, а не History of Philosophy — мала дати зрозуміти, що книга призначена для читачів з не надто високим рівнем освіти. Це була скорше історія про філософів, ніж історія філософії. Книга мала великий успіх, за кілька років було продано 2 мільйони примірників; згодом вона була перекладена багатьма мовами.
Цей фінансовий успіх дав можливість Дюранту взятися за проєкт, про який він мріяв: написати книгу на кшталт тієї, яку не встиг написати Р. Бокль — історію цивілізації. Він залишив викладання, але іноді відволікався від своєї головної роботи для публікації журнальних статей. Згодом багато з цих есеїв увійшли до книги «Палаци філософії» (The Mansions of Philosophy), яка вийшла 1929 р. і пізніше була перевидана під заголовком «Насолода філософією» (The Pleasure of Philosophy). Назва перегукується з назвою книги Боеція «Розрада філософією».

### Історія цивілізації

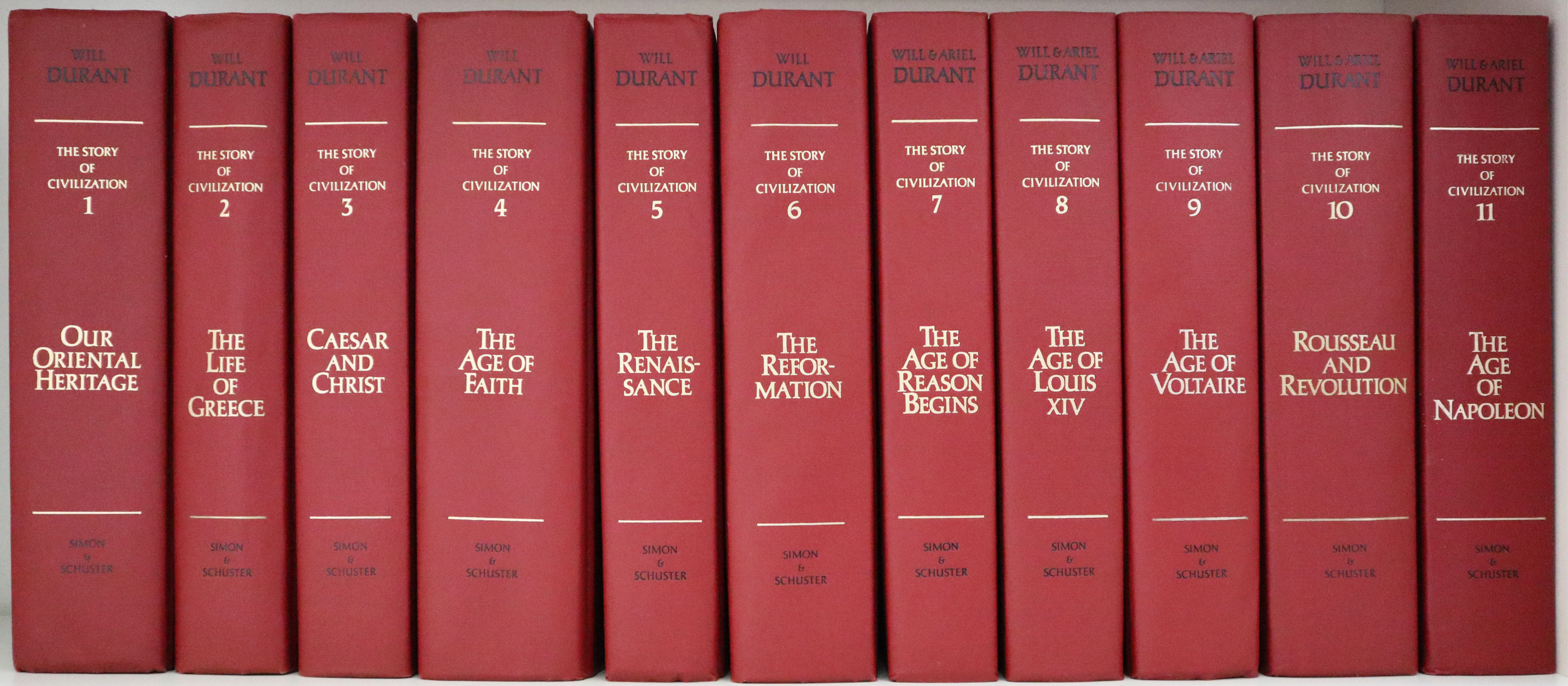
Одинадцятитомне видання «Історії цивілізації» Дюранта

Спочатку Дюрант планував написати п'ять томів та витратити по п'ять років на кожен. Перший з них, «Наша східна спадщина» (Our Oriental Heritage), вийшов у 1935 році. Щоб написати цей том, обсягом понад тисячу сторінок повного формату, він двічі об'їхав навколо світу. Том містить опис розвитку цивілізації в Азії від найдавніших часів до Ганді та Чан Кай-ші. На написання тому пішло шість років.
Другий том, «Життя Греції» (The Life of Greece) вийшов 1939 р. Він описує елліністичну культуру від найдавніших попередників на Криті й у Азії до поглинання Римом.
Третій том, «Цезар і Христос» (Caesar and Christ) вийшов друком 1944 року. У ньому розповідається історія Риму від Ромула до імператора Костянтина.
Четвертий том, «Століття віри» (The Age of Faith) вийшов у 1950 році. Цей том описує історію трьох цивілізацій, християнської, мусульманської та юдейської, за тисячу років: від імператора Костянтина до Данте, від 325 до 1321 року.
П'ятий том, «Ренесанс», (The Renaissance) вийшов 1953 року. Цей том починається з Петрарки і Боккаччо в XIV ст., звертається до Флоренції за Медічі, згадує художників, поетів і гуманістів, які перетворили Флоренцію на нові Афіни, розповідає трагічну історію Савонароли, описує Мілан з Леонардо да Вінчі, Умбрію з П'єтро Перуджіно, Мантую з Мантенья та Ізабеллою д'Есте, Феррару з Аріосто, Венецію з Джорджоне, Белліні та Алдусом Манутіусом, Парму з Корреджо, в Урбіно з Кастільйоне, в Неаполь з Альфонсо Великодушним, Рим з великими покровителями Рафаеля та Мікеланджело, знову Венецію з Тіціаном, Аретіно, Тінторетто і Веронезе та знову Флоренцію з Челліні.
Шостий том, «Реформація» (The Reformation) вийшов у 1957 році з підзаголовком: «Історія європейської цивілізації від Вікліфа до Кальвіна: 1300—1564 рр..» ".
Сьомий том, «Початок Доби Розуму» (The Age of Reason Begins) вийшов 1961 року з підзаголовком: "Історія європейської цивілізації за часів Шекспіра, Бекона, Монтеня, Рембрандта, Галілея та Декарта: 1558—1648 рр. "
Восьмий том, «Століття Людовіка XIV» (The Age of Louis XIV) вийшов у 1963 році з підзаголовком: "Історія європейської цивілізації за часів Паскаля, Мольєра, Кромвеля, Мільтона, Петра Великого, Ньютона та Спінози: 1648—1715 рр. Починаючи з цього тому ім'я Аріель Дюран з'являється на обкладинці поряд з ім'ям чоловіка.
Дев'ятий том, «Століття Вольтера» (The Age of Voltaire) вийшов 1965 року. Підзаголовок: «Історія цивілізації у Європі від 1715 р. до 1756 р. з детальним описом конфлікту між релігією та філософією».
Десятий том, «Руссо і Революція» (Rousseau and Revolution) вийшов 1967 року. Підзаголовок: "Історія цивілізації мови у Франції, Англії та Німеччини від 1756 р. до 1756 р. й у Європі від 1715 р. до 1789 р. ".
Одинадцятий том, «Століття Наполеона» (The Age of Napoleon) вийшов 1975 року. Підзаголовок: "Історія європейської цивілізації від 1789 р. до 1815 р. "

### Праці про Індію
1930 року Дюрант відвідав Індію з метою збору матеріалів для «Історії цивілізації». Він був настільки вражений страшною бідністю та голодом, які там побачив, що відволікся від заявленої мети і натомість взявся за написання книжки «Справа для Індії»..

### Праці про Росію
1933 року Вільям Дюрант опублікував книжку Трагедія Росії: Враження від короткого візиту, а згодом опублікував ще одну працю «Урок Росії».

### Погляди та громадська діяльність
У квітні 1944 року два лідери єврейської та християнської громадськості, Меєр Давид та Крістіан Річард, звернулися до Дюранта з проханням про співпрацю у справі організації руху з метою підвищення стандартів моралі. Дюрант відмовив їх від цтєї ідеї, а натомість запропонував розробити «Декларацію взаємозалежності». Утрьох вони розробили такий документ і оприлюднили його 22 березня 1945 року під час гала-вистави в Голлівуді. Головними ораторами, окрім Дюранта, були письменник Томас Манн та кіноактриса Бет Девіс. Рух досяг вищої точки, коли Декларація взаємозалежності була зареєстрована як офіційний документ Конгресу США.

## Вибрані праці
- 1917: Philosophy and the Social Problem New York: Macmillan.
- 1924: A Guide to Spinoza [Little Blue Book, No. 520]. Girard, KA: Haldeman-Julius Company.
- 1926: The Story of Philosophy. New York: Simon & Schuster.
- 1927: Transition. New York: Simon & Schuster.
- 1929: The Mansions of Philosophy. New York: Simon & Schuster. Later with slight revisions re-published as The Pleasures of Philosophy
- 1930: The Case for India. New York: Simon & Schuster.
- 1931: A Program for America: New York: Simon & Schuster.
- 1931: Adventures in Genius. New York: Simon & Schuster.
- 1931: Great Men of Literature, taken from Adventures in Genius. New York: Garden City Publishing Co.
- 1933: The Tragedy of Russia: Impressions From a Brief Visit. New York: Simon & Schuster.
- 1936: The Foundations of Civilisation. New York: Simon & Schuster.
- 1953: The Pleasures of Philosophy. New York: Simon & Schuster.
- 1968: (з Аріель Дюрант) The Lessons of History. New York: Simon & Schuster.
- 1970: (з Аріель Дюрант) Interpretations of Life. New York: Simon & Schuster.
- 1977: (з Аріель Дюрант) Will & Durant Durant: A Dual Biography|A Dual Autobiography. New York: Simon & Schuster.
- 2001: Heroes of History: A Brief History of Civilization from Ancient Times to the Dawn of the Modern Age. New York: Simon & Schuster. Actually copyrighted by John Little and the Estate of Will Durant.
- 2002: The Greatest Minds and Ideas of All Time. New York: Simon & Schuster.
- 2003: An Invitation to Philosophy: Essays and Talks on the Love of Wisdom. Promethean Press.
- 2008: Adventures in Philosophy. Promethean Press.
- 2014: Fallen Leaves. Simon & Schuster.

### Історія цивілізації
- 1935: Our Oriental Heritage. New York: Simon & Schuster.
- 1939: The Life of Greece. New York: Simon & Schuster.
- 1944: Caesar and Christ. New York: Simon & Schuster.
- 1950: The Age of Faith. New York: Simon & Schuster.
- 1953: The Renaissance. New York: Simon & Schuster.
- 1957: The Reformation. New York: Simon & Schuster.
- 1961: (з Аріель Дюрант) The Age of Reason Begins. New York: Simon & Schuster.
- 1963: (з Аріель Дюрант) The Age of Louis XIV. New York: Simon & Schuster.
- 1965: (з Аріель Дюрант) The Age of Voltaire. New York: Simon & Schuster.
- 1967: (з Аріель Дюрант) Rousseau and Revolution. New York: Simon & Schuster.
- 1975: (з Аріель Дюрантt) The Age of Napoleon. New York: Simon & Schuster.

## Переклади українською
- Вілл Дюрант. Уроки історії. Збірка відомих есеїв з історії людства двох визначних мислителів нашого часу. – Київ: видавництво Vivat, 2021. – 176 с.